# Geotrigona acapulconis
Geotrigona acapulconis är en biart som först beskrevs av Embrik Strand 1919.  Geotrigona acapulconis ingår i släktet Geotrigona och familjen långtungebin. Inga underarter finns listade i Catalogue of Life.